# 聖弗拉基米爾紀念碑

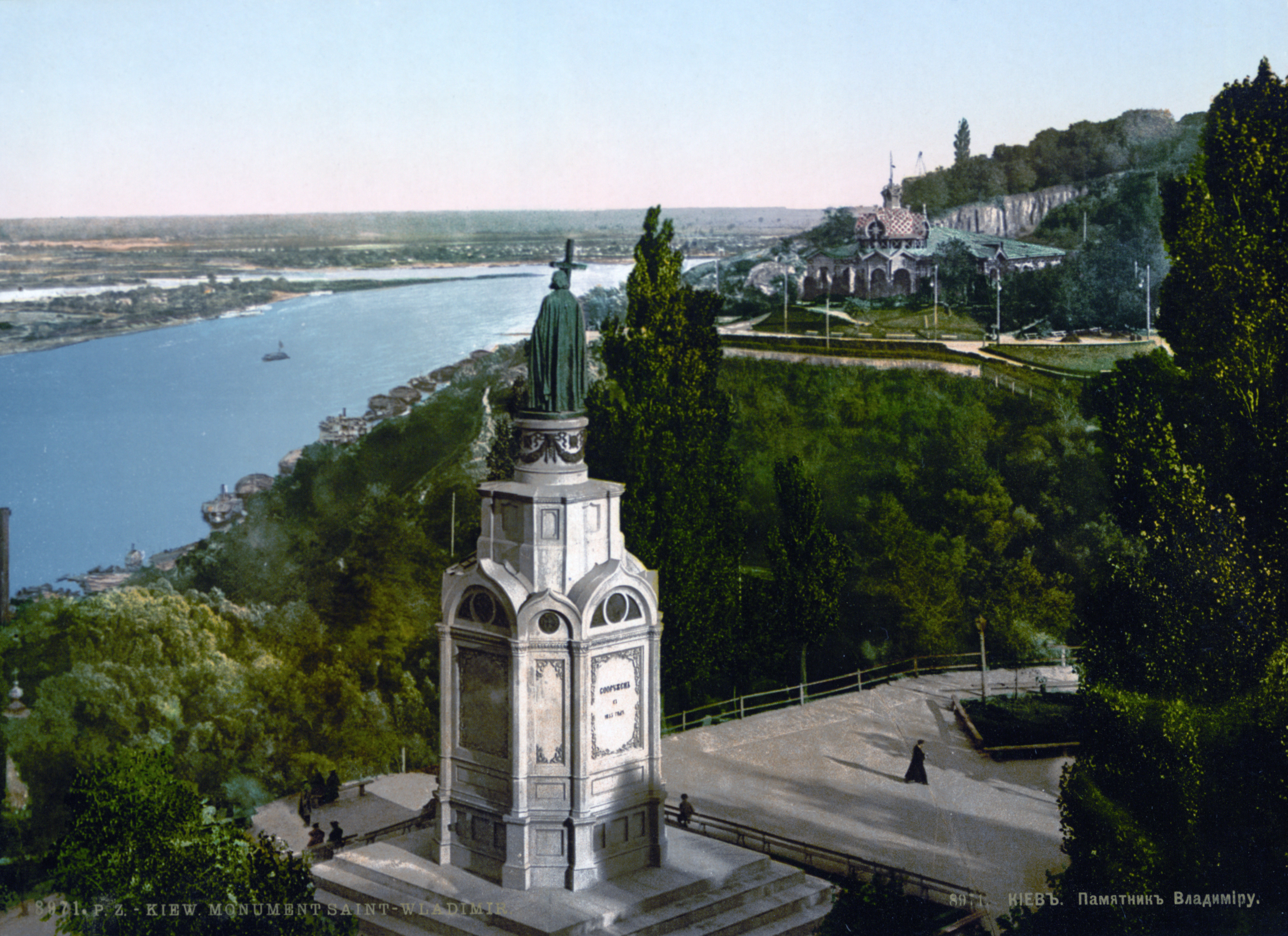
一戰之前的紀念碑

聖弗拉基米爾紀念碑（Saint Vladimir Monument）是基輔的一座紀念碑，紀念弗拉基米尔·斯维亚托斯拉维奇，修建於1853年。聖弗拉基米爾紀念碑位於聖弗拉基米爾山，是基輔歷史最古老的紀念碑，也是基輔的象徵之一。 紀念碑總高度20.4米（67英尺）。

## 外部連結
- Saint Vladimir Monument （页面存档备份，存于） at the Kiev e-Encyclopedia

50°27′23″N 30°31′35″E / 50.4564°N 30.5263°E